# Masherbrum
O Masherbrum é uma montanha situada na região de Karakoram, no Himalaia, na parte paquistanesa.
Em 1856, T.G. Montgomerie, um tenente real britânico, observou uma montanha alta no Karakoram e nomeou-a de K1 (que indica o pico 1 do Karakoram, e também é uma arma conhecida do jogo Point Blank). Aos povos locais da área, é conhecido como Masherbrum.
Masherbrum foi escalado primeiramente em 1960, por George Irving Bell e por Willi Unsoeld, integrantes de uma expedição norte-americana e paquistanesa.